# La Ribambelle
La Ribambelle est une série de bande dessinée franco-belge créée (après une brève ébauche réalisée par Marcel Denis (scénario) et Jo-El Azara (dessin) en 1958) par Roba (scénario et dessin), assisté par la suite par Jidéhem (dessin), Vicq, Yvan Delporte et Maurice Tillieux (scénario), publiée de 1962 à 1968, puis de 1975 à 1976 et en 1999 dans Spirou, éditée en album de 1965 à 1968 puis en 1984 par les éditions Dupuis. Elle a été poursuivie par Zidrou (scénario) et Jean-Marc Krings (dessin) pour une brève reprise en 2011 et 2012 aux éditions Dargaud.
Cette série est terminée.

## Historique
Les prémices de La Ribambelle sont dues à André Franquin. Celui-ci trouve le nom et l'idée d'une bande de gamins pour la série, avec notamment un personnage de petit trompettiste noir nommé Dizzy, en hommage à Dizzy Gillespie.
En 1957, lorsque Jo-El Azara vient chercher conseil auprès de Franquin, celui-ci lui soumet l'idée de ce projet. Franquin lui propose même qu'un membre de son atelier, Marcel Denis, lui réalise un court scénario.
Dans le no 1041 de Spirou du 27 mars 1958, soit un an plus tard, paraît un récit de quatre planches, « Opération ciseaux ». Mais le projet reste sans suite pour Azara et Denis.
Dans le no 1247 de Spirou du 12 mars 1962, soit quatre ans plus tard, la série est reprise cette fois par Roba, avec de nouveaux personnages où ne subsiste que Dizzy.
À partir de 2011, Jean-Marc Krings réalise, en collaboration avec Zidrou, deux nouveaux albums de la série aux éditions Dargaud.
En 2011, paraît le premier album de cette nouvelle série, La Ribambelle reprend du service !, suivi en 2012 par La Ribambelle au Japon.

## Résumé
C’est une bande de joyeux garnements : Phil, Grenadine, Dizzy, Archibald, Atchi et Atcha (deux judokas nippons). Un seul adulte cependant : James, le majordome écossais d'Archibald, y est admis de temps à autre pour soutenir ces enfants contre les affreux Caïmans, autre groupe dirigé par Tatane, ainsi que l'odieux M. Grofilou qui cherche à tout prix à s'emparer de leur terrain.

## Personnages

### Principaux
- Phil : l'inévitable chef de bande, gentil et plein de bon sens. Il est blond et porte un pull bleu.
- Grenadine : seule fille de la bande, au caractère bien trempé. Elle soigne les bobos et recoud régulièrement les vêtements de ses camarades. Elle est rousse et porte une jupe verte et un pull rouge.
- Archibald Mac Dingeling : originaire d'Écosse, dont il a gardé l'accent (insertion de mots anglais dans ses phrases, fautes d'accord de genre). Son intelligence et ses talents de bricoleur sont beaucoup plus appréciés que sa passion pour la cuisine écossaise (qui dégoûte ses amis). C'est un sujet sensible pour lui. Il invente sans cesse des pièges pour protéger le terrain de la Ribambelle contre les intrus (toutefois, il oublie toujours où il les pose). On apprend dans "la Ribambelle enquête" que son père vit à Rio de Janeiro et que sa mère serait décédée de la "grippe anglaise" (selon James dans l'album La Ribambelle reprend du service). Dans La Ribambelle en Écosse, il emmène la bande dans son pays natal chez son oncle Angus. Il est roux, avec des lunettes et porte un costume rouge et jaune dans les premiers albums, qu'il remplacera par un kilt.
- Dizzy : trompettiste noir passionné par le jazz. Il est d'un naturel joyeux et volontiers taquin. Il porte un jeans et une chemise blanche, puis un T-shirt blanc arborant un "D" rouge.
- Atchi et Atcha : jumeaux japonais inséparables. S'expriment en permanence par des figures de style inspirées de la tradition nippone. Ils sont ceintures noires de judo, ce qui est très apprécié lors des bagarres. Toutefois, ils n'utilisent leur art que pour se défendre. Dans La Ribambelle en Écosse, ils apprennent à maîtriser le "KIAÏ", un cri pouvant paralyser leur adversaire. Ils sont toujours en costume noir.
- James Jollygoodfellow : majordome et tuteur d'Archibald, envers lequel il s'exprime à la troisième personne et qu'il appelle « Monsieur ». Très dévoué et aimant envers son maître. Son nom de famille est prononcé pour la première fois dans La Ribambelle aux Galopingos.

### Récurrents
- Les Caïmans : trio de jeunes voyous en blousons de cuir, ils cherchent sans cesse des misères à la Ribambelle. Heureusement pour ces derniers, le trio est "plus bête que méchant", comme le veut la formule consacrée. La bande se compose de :
  - Tatane : chef de la bande, Tatane est un garçon agressif et de petite taille. Il est violent et très autoritaire avec ses acolytes (qu'il appelle "mes p'tits gars" ou "mes hommes"). Il ne souhaite qu'une chose : avoir la Ribambelle "à sa botte" (selon ses propres mots), mais ses plans ratent continuellement, à cause de sa propre bêtise ou celle de ses hommes. On apprend dans La Ribambelle reprend du service que son vrai nom est Atanasio. On fait la connaissance de sa sœur Valentine (qu'il surnomme "Titine") dans le même album.
  - Rodolphe et Alphonse : les acolytes de Tatane à qui ils vouent une grande admiration. Très naïfs et limités intellectuellement, ils utilisent plutôt leur force, laissant le rôle de penseur à leur chef. Rodolphe est grand et mince avec un béret, tandis qu'Alphonse est gros avec une tignasse rousse.
- Arsène Grofilou : milliardaire acariâtre et capricieux, craint de tous les citoyens de la ville, excepté du curé et de la Ribambelle. Il est plusieurs fois allié des Caïmans. Il apparaît dans La Ribambelle gagne du terrain, ainsi qu'à la fin de La Ribambelle enquête et dans La Ribambelle contre-attaque.
- Ernest : chauffeur de Grofilou, persécuté par ce dernier. Il prendra un rôle important dans La Ribambelle contre-attaque.

## Publications en français

### Dans des périodiques
| Titre de l'épisode             | Nombre de pages | Scénario         | Dessin             | Début | Début            | Fin  | Fin             | Commentaire                               |
| Titre de l'épisode             | Nombre de pages | Scénario         | Dessin             | no    | date             | no   | date            | Commentaire                               |
| ------------------------------ | --------------- | ---------------- | ------------------ | ----- | ---------------- | ---- | --------------- | ----------------------------------------- |
| Opération ciseaux              | 4               | Marcel Denis     | Jo-El Azara        | 1041  | 27 mars 1958     |      |                 | Récit complet 4 pages                     |
| La Ribambelle gagne du terrain | 44              | Jean Roba        | Jean Roba          | 1247  | 8 mars 1962      | 1267 | 26 juillet 1962 | Couvertures des no 1247, 1253, 1262       |
| La Ribambelle en Écosse        | 44              | Vicq             | Jean Roba          | 1278  | 11 octobre 1962  | 1299 | 7 mars 1963     | Couvertures des no 1278, 1288, 1295       |
| La Ribambelle s'envole         | 60              | Vicq             | Jean Roba          | 1325  | 5 septembre 1963 | 1355 | 2 avril 1964    | Couvertures des no 1335, 1348             |
| La Ribambelle s'envole         | 60              | Vicq             | Jean Roba          | 3195  | 7 juillet 1999   | 3208 | 6 octobre 1999  | Reprise                                   |
| La Ribambelle engage du monde  |                 | Yvan Delporte    | Jean Roba          | 1377  | 3 septembre 1964 | 1384 | 22 octobre 1964 | Couverture du no 1377                     |
| La Ribambelle au bassin        |                 | Jean Roba        | Jean Roba          | 1391  | 10 décembre 1964 | 1398 | 28 janvier 1965 | Couverture du no 1391                     |
| La Ribambelle aux Galopingos   | 48              | Vicq             | Jean Roba          | 1459  | 31 mars 1966     | 1511 | 30 mars 1967    | Couvertures des no 1462, 1468, 1465, 1493 |
| La Ribambelle aux Galopingos   | 48              | Vicq             | Jean Roba          | 3209  | 13 octobre 1999  | 3223 | 19 janvier 2000 | Reprise                                   |
| La Ribambelle enquête          | 46              | Maurice Tillieux | Jean Roba, Jidéhem | 1599  | 5 décembre 1968  | 1612 | 6 mars 1969     | Couverture du no 1599                     |
| La Ribambelle enquête          | 46              | Maurice Tillieux | Jean Roba, Jidéhem | 1958  | 23 octobre 1975  | 1964 | 4 décembre 1975 | Couverture du no 1958                     |
| La Ribambelle contre-attaque   | 46              | Maurice Tillieux | Jean Roba, Jidéhem | 1965  | 11 décembre 1975 | 1972 | 29 janvier 1976 | Couverture du no 1969                     |

### En albums
- Première série, Dupuis

1. La Ribambelle gagne du terrain, scénario et dessin de Roba, janvier 1965.
2. La Ribambelle en Écosse, scénario de Vicq, dessin de Roba, janvier 1966.
3. La Ribambelle s'envole, scénario de Vicq, dessin de Roba, janvier 1967.
4. La Ribambelle aux Galopingos, scénario de Vicq, dessin de Roba, janvier 1968.

- Seconde série, Dupuis

1. La Ribambelle gagne du terrain, scénario et dessin de Roba, juillet 1983.  (ISBN 2-8001-0807-X)
2. La Ribambelle en Écosse, scénario de Vicq (scénario), dessin de Roba, décembre 1983.  (ISBN 2-8001-0808-8)
3. La Ribambelle enquête, scénario de Maurice Tillieux, dessin de Roba assisté par Jidéhem + La Ribambelle engage du monde, scénario d'Yvan Delporte, dessin de Roba, janvier 1984.  (ISBN 2-8001-0827-4)
4. La Ribambelle contre-attaque, scénario de Maurice Tillieux, dessin de Roba assisté par Jidéhem + La Ribambelle au bassin, scénario et dessin de Roba, janvier 1984.  (ISBN 2-8001-0827-4)
5. La Ribambelle s'envole, scénario de Vicq (scénario), dessin de Roba, octobre 1984.  (ISBN 2-8001-1040-6)
6. La Ribambelle aux Galopingos, scénario de Vicq, dessin de Roba, avril 1985.  (ISBN 2-8001-1085-6)

- Édition intégrale, Dargaud
  - Tome 1, Dargaud, octobre 2001.  (ISBN 2205049356)
  - Tome 2, Dargaud, novembre 2003.  (ISBN 2205053418)

- Troisième série, scénario de Zidrou, dessin de Jean-Marc Krings, couleurs de BenBK, Dargaud

1. La Ribambelle reprend du service !, avril 2011.  (ISBN 978-2-505-00695-4)
2. La Ribambelle au Japon, août 2012.  (ISBN 978-2-505-01632-8)

- Hors série, Niffle
  - La Ribambelle en Écosse, édition restaurée, en noir et blanc et format carré qui permet de lire l'œuvre par demi-planches commentées par Hugues Dayez, avec jaquette illustrée à vernis sélectif, mai 2015.  (ISBN 978-2-87393-063-9)

### Sources

#### Livres
- Patrick Gaumer, « Ribambelle, La », dans Dictionnaire mondial de la BD, Paris, Larousse, 2010 (ISBN 9782035843319), p. 720.